# Downstream Port Containment
Downstream Port Containment (DPC) — технология для шины PCI Express в серверных чипсетах, отключающая устройство PCIE в случае возникновения ошибки. Эта технология используется в компьютерных системах с горячей заменой накопителей NVME.
Enhanced Downstream Port Containment (eDPC) — расширение DPC, которое позволяет скорректировать нефатальные ошибки, не отключая устройство.

## Технология
DPC — опциональная функция PCIE в чипсетах с поддержкой VMD (Volume Management Device в чипсетах Intel) или HBC (Host Bus Controller), которая отключает передачу трафика через порт PCIE в случае возникновения некорректируемой ошибки устройства с целью предотвратить потенциальное повреждение прочих данных. Затем программное обеспечение может попытаться исправить ошибку и подключить устройство обратно с помощью функции Containment Error Recovery (CER).
eDPC — расширение DPC, которое позволяет устранить ошибку, не отключая устройство от шины PCIE.

## История
DPC и eDPC разработаны в кооперации производителей чипсетов, коммутаторов, компьютерного оборудования и операционных систем:
- OEM-производители:

- Dell EMC;
- HPE;
- Lenovo;
- Oracle;

- производители чипсетов и коммутаторов:

- AMD;
- Broadcom;
- Intel;
- Microsemi;

- разработчики ОС:

- Microsoft;
- VMware;
- разработчики ядра и дистрибутивов Linux.

Enhanced downstream port containment появилась в 2013 году спецификации PCIE 3.1